# Dänische Badmintonmeisterschaft 1957
Die Dänische Badmintonmeisterschaft 1957 fand in Kopenhagen statt. Es war die 27. Austragung der nationalen Titelkämpfe im Badminton in Dänemark.

## Titelträger
| Disziplin    | Sieger                                                              |
| ------------ | ------------------------------------------------------------------- |
| Herreneinzel | Finn Kobberø, Københavns BK                                         |
| Dameneinzel  | Tonny Ahm, Gentofte BK                                              |
| Herrendoppel | Finn Kobberø Jørgen Hammergaard Hansen, Københavns BK               |
| Damendoppel  | Kirsten Thorndahl, Amager BC Anni Hammergaard Hansen, Københavns BK |
| Mixed        | Finn Kobberø Lis Hagen Olsen, Københavns BK                         |